# Thalassocyonidae
Thalassocyonidae zijn een familie van weekdieren uit de klasse van de Gastropoda (slakken).

## Geslachten
- Distorsionella Beu, 1978
- Thalassocyon Barnard, 1960